# Объединённое национальное движение (Сент-Кристофер-Невис-Ангилья)
Объединённое национальное движение (англ. United National Movement) — бывшая политическая партия в Сент-Кристофере-Невисе-Ангилье. Впервые участвовала в общенациональных выборах в 1961 году, когда получила 7 % голосов и два места в парламенте:576—578. На выборах 1966 года доля голосов упала до 6 %, и партия потеряла одно из двух своих мест. На выборах 1971 года доля голосов упала до 4%, и Объединённое национальное движение потеряло своё единственное место в парламенте:576—578. В дальнейших выборах партия не принимала участия:575.
Объединённое национальное движение представляла интересы Невиса и выступала против доминирования Сент-Кристофера в государстве. В 1962 году лидер партии Юджин Уолвин возглавил делегацию, которая потребовала отделения от Сент-Кристофера. Однако он изменил свою позицию и сотрудничал с Лейбористской партией, приняв государственность объединения трёх островов, а позже получил должность генерального прокурора. Многие жители Невиса почувствовали себя преданными и покинули Национальное движение, и в итоге Движение народного действия победило на первых выборах в местный совет Невиса в 1967 году. Хотя с тех пор партия прекратила свое существование, её сепаратистские взгляды продолжают существовать в современной Партии реформации Невиса.